# Albe Geldenhuys
Albe Geldenhuys (sinh năm 1973) là một sĩ quan cảnh sát đến từ thành phố Durban, Nam Phi. Anh là người đoạt danh hiệu Manhunt International 1995.
Alba Geldenhuys vốn là một sĩ quan cảnh sát chuyên vẽ nhân dạng thuộc lực lượng cảnh sát của Nam Phi. Với chiều cao 1,84 m, mái tóc vàng và đôi mắt màu xanh lục, anh đại diện cho đất nước Nam Phi tham dự cuộc thi Manhunt International lần thứ ba được tổ chức tại Singapore. Kết quả chung cuộc, anh đã xuất sắc vượt qua 34 thí sinh khác để mang về danh hiệu sắc đẹp nam giới đầu tiên về cho quê hương. Phát biểu sau khi đăng quang, Albe khiêm tốn nói: "Tôi không thể tin được điều đó. Cuộc thi có nhiều thí sinh có hình thể và khuôn mặt đẹp hơn tôi nhiều. Họ mới nên là người chiến thắng."
Sau khi kết thúc cuộc thi, Albe Geldenhuys trở thành một nam người mẫu quốc tế và tham gia nhiều hoạt động trên cương vị Manhunt International. Người kế nhiệm anh là Jason Erceg, Manhunt International 1997 đến từ New Zealand.